# Skate America 2021
Navigation
Édition précédente Édition suivante
Le Skate America est une compétition internationale de patinage artistique qui se déroule aux États-Unis au cours de l'automne. Il accueille des patineurs amateurs de niveau senior dans quatre catégories: simple messieurs, simple dames, couple artistique et danse sur glace.
Le quarantième Skate America est organisé du 22 au 24 octobre 2021 à l'Orleans Arena de Las Vegas dans le Nevada. Il est la première compétition du Grand Prix ISU senior de la saison 2021/2022.

## Résultats

### Messieurs
| Rang    | Nom              | Pays       | Points | Programme court | Programme court | Programme libre | Programme libre |
| ------- | ---------------- | ---------- | ------ | --------------- | --------------- | --------------- | --------------- |
| 1       | Vincent Zhou     | États-Unis | 295.56 | 1               | 97.43           | 1               | 198.13          |
| 2       | Shoma Uno        | Japon      | 270.68 | 2               | 89.07           | 3               | 181.61          |
| 3       | Nathan Chen      | États-Unis | 269.37 | 4               | 82.89           | 2               | 186.48          |
| 4       | Shun Sato        | Japon      | 247.05 | 5               | 80.52           | 4               | 166.53          |
| 5       | Jimmy Ma         | États-Unis | 228.12 | 3               | 84.52           | 10              | 143.60          |
| 6       | Michal Březina   | Tchéquie   | 227.47 | 6               | 75.43           | 5               | 152.04          |
| 7       | Daniel Grassl    | Italie     | 221.43 | 8               | 70.88           | 6               | 150.55          |
| 8       | Nam Nguyen       | Canada     | 219.60 | 7               | 74.32           | 9               | 145.28          |
| 9       | Adam Siao Him Fa | France     | 217.52 | 10              | 67.60           | 7               | 149.92          |
| 10      | Artur Danielian  | Russie     | 214.93 | 9               | 68.74           | 8               | 146.19          |
| Abandon | Kevin Aymoz      | France     |        | 11              | 58.14           | NC              | NC              |

### Dames
| Rang | Nom                 | Pays         | Points | Programme court | Programme court | Programme libre | Programme libre |
| ---- | ------------------- | ------------ | ------ | --------------- | --------------- | --------------- | --------------- |
| 1    | Alexandra Troussova | Russie       | 232.37 | 1               | 77.69           | 1               | 154.68          |
| 2    | Daria Usacheva      | Russie       | 217.31 | 2               | 76.71           | 4               | 140.60          |
| 3    | You Young           | Corée du Sud | 216.97 | 5               | 70.73           | 2               | 146.24          |
| 4    | Kaori Sakamoto      | Japon        | 215.93 | 4               | 71.16           | 3               | 144.77          |
| 5    | Kseniia Sinitsyna   | Russie       | 205.76 | 3               | 71.51           | 5               | 134.25          |
| 6    | Amber Glenn         | États-Unis   | 201.02 | 7               | 67.57           | 7               | 133.45          |
| 7    | Satoko Miyahara     | Japon        | 200.51 | 8               | 66.36           | 6               | 134.15          |
| 8    | Kim Ye-lim          | Corée du Sud | 199.34 | 6               | 70.56           | 8               | 128.78          |
| 9    | Ekaterina Kurakova  | Pologne      | 188.60 | 11              | 61.36           | 9               | 127.24          |
| 10   | Starr Andrews       | États-Unis   | 177.63 | 10              | 61.94           | 11              | 115.69          |
| 11   | Yuhana Yokoi        | Japon        | 174.07 | 12              | 54.77           | 10              | 119.30          |
| 12   | Audrey Shin         | États-Unis   | 160.78 | 9               | 62.82           | 12              | 97.96           |

### Couples
| Rang | Nom                                     | Pays       | Points | Programme court | Programme court | Programme libre | Programme libre |
| ---- | --------------------------------------- | ---------- | ------ | --------------- | --------------- | --------------- | --------------- |
| 1    | Evgenia Tarasova / Vladimir Morozov     | Russie     | 222.50 | 1               | 80.36           | 1               | 142.14          |
| 2    | Riku Miura / Ryuichi Kihara             | Japon      | 208.20 | 3               | 72.63           | 3               | 135.57          |
| 3    | Aleksandra Boikova / Dmitrii Kozlovskii | Russie     | 205.53 | 2               | 75.43           | 4               | 130.10          |
| 4    | Alexa Scimeca Knierim / Brandon Frazier | États-Unis | 202.97 | 5               | 66.37           | 2               | 136.60          |
| 5    | Jessica Calalang / Brian Johnson        | États-Unis | 197.42 | 4               | 68.87           | 5               | 128.55          |
| 6    | Alina Pepeleva / Roman Pleshkov         | Russie     | 183.12 | 6               | 64.15           | 6               | 118.97          |
| 7    | Chelsea Liu / Daniel O'Shea             | États-Unis | 175.40 | 7               | 60.16           | 7               | 115.24          |
| 8    | Evelyn Walsh / Trennt Michaud           | Canada     | 147.61 | 8               | 54.03           | 8               | 93.58           |

### Danse sur glace
| Rang | Nom                                          | Pays       | Points | Danse rythmique | Danse rythmique | Danse libre | Danse libre |
| ---- | -------------------------------------------- | ---------- | ------ | --------------- | --------------- | ----------- | ----------- |
| 1    | Madison Hubbell / Zachary Donohue            | États-Unis | 209.54 | 1               | 83.58           | 1           | 125.96      |
| 2    | Madison Chock / Evan Bates                   | États-Unis | 208.23 | 2               | 82.55           | 2           | 125.68      |
| 3    | Laurence Fournier Beaudry / Nikolaj Sørensen | Canada     | 190.13 | 3               | 75.33           | 4           | 114.80      |
| 4    | Olivia Smart / Adrià Díaz                    | Espagne    | 189.69 | 4               | 74.06           | 3           | 115.63      |
| 5    | Annabelle Morozov / Andrei Bagin             | Russie     | 175.32 | 5               | 68.79           | 5           | 106.53      |
| 6    | Misato Komatsubara / Tim Koleto              | Japon      | 164.32 | 7               | 63.56           | 6           | 100.76      |
| 7    | Carolane Soucisse / Shane Firus              | Canada     | 162.02 | 8               | 63.08           | 7           | 98.94       |
| 8    | Natalia Kaliszek / Maksym Spodyriev          | Pologne    | 160.32 | 6               | 65.30           | 9           | 95.02       |
| 9    | Molly Cesanek / Yehor Yehorov                | États-Unis | 156.97 | 9               | 61.07           | 8           | 95.90       |

## Source
- Résultats du Skate America 2021